# Hypogastrura pyrenaica
Hypogastrura pyrenaica är en urinsektsart som först beskrevs av Cassagnau 1959.  Hypogastrura pyrenaica ingår i släktet Hypogastrura och familjen Hypogastruridae. Inga underarter finns listade i Catalogue of Life.